# Аруба на Олимпијским играма
Аруба је први пут на Летњим олимпијским играма учествовала 1988. године које су одржане у Сеулу и од тада су биле на свим следећим олимпијским играма. Спортисти из Арубе до сада нису освојили ни једну олимпијску медаљу.
Пре 1988. године и свог првог самосталног наступа, Аруба је на олимпијским играма била заступљена под заставом Холандских Антила у периоду 1952—1984. Одвајањем од Краљевине Холандије постаје аутониомни регион и од тада, 1986, самостално учествује на играма.
Олимпијски комитет Арубе је основан 1985. године а признат од стране МОКа 1986. Аруба никада није учествовала нити имала представника на Зимским олимпијским играма

## Медаље

### Учешће и освојене медаље на ЛОИ
| Учешће и освојене медаље Арубе на ЛОИ |                                       |                                       |                                       |                                       |                                       |                                       |                                       |                                       |                                       |                                       |
| ЛОИ                                   | Носилац заставе                       | Учешће                                | Муш.                                  | Жене                                  | сопрт.                                | Злато                                 | Сребро                                | Бронза                                | Укупно                                | Пласман                               |
| 1952–1984                             | учествовала као део Холандских Антила | учествовала као део Холандских Антила | учествовала као део Холандских Антила | учествовала као део Холандских Антила | учествовала као део Холандских Антила | учествовала као део Холандских Антила | учествовала као део Холандских Антила | учествовала као део Холандских Антила | учествовала као део Холандских Антила | учествовала као део Холандских Антила |
| 1988. Сеул                            | Бито Мадуро                           | 8                                     | 4                                     | 4                                     | 5                                     | 0                                     | 0                                     | 0                                     | 0                                     | -                                     |
| 1992. Барселона                       | Лусијен Дирксз                        | 5                                     | 4                                     | 1                                     | 3                                     | 0                                     | 0                                     | 0                                     | 0                                     | —                                     |
| 1996. Атланта                         | Јуниор Фаро                           | 3                                     | 3                                     | 0                                     | 3                                     | 0                                     | 0                                     | 0                                     | 0                                     | -                                     |
| 2000. Сиднеј                          | Рихард Родригез                       | 5                                     | 3                                     | 2                                     | 3                                     | 0                                     | 0                                     | 0                                     | 0                                     | -                                     |
| 2004. Атина                           | Росхендра Фролајк                     | 4                                     | 3                                     | 1                                     | 3                                     | 0                                     | 0                                     | 0                                     | 0                                     | -                                     |
| 2008. Пекинг                          | Фидерд Вис                            | 2                                     | 2                                     | 0                                     | 2                                     | 0                                     | 0                                     | 0                                     | 0                                     | -                                     |
| 2012. Лондон                          | Џемал ле Гранд                        | 4                                     | 3                                     | 1                                     | 3                                     | 0                                     | 0                                     | 0                                     | 0                                     | -                                     |
| 2016. Лондон                          | Никол ван дер Велден                  | 7                                     | 3                                     | 4                                     | 4                                     | 0                                     | 0                                     | 0                                     | 0                                     | -                                     |
| 2020. Токио                           |                                       |                                       |                                       |                                       |                                       |                                       |                                       |                                       |                                       |                                       |
| 2024. Париз                           |                                       |                                       |                                       |                                       |                                       |                                       |                                       |                                       |                                       |                                       |
| 2028. Лос Анђелес                     | предстојећи догађај                   |                                       |                                       |                                       |                                       |                                       |                                       |                                       |                                       |                                       |
| 2032. Бризбејн                        | предстојећи догађај                   |                                       |                                       |                                       |                                       |                                       |                                       |                                       |                                       |                                       |
| Укупно (7)                            |                                       | 38                                    | 25                                    | 13                                    |                                       | 0                                     | 0                                     | 0                                     | 0                                     |                                       |

### Преглед учешћа спортиста Арубе по спортовима на ЛОИ
Стање после ЛОИ 2016.
| Спорт            | Период | Период   | Укупно | Мушки | Жене |   |   |   |   |
| Спорт            | Прво   | Последње | Укупно | Мушки | Жене |   |   |   |   |
| ---------------- | ------ | -------- | ------ | ----- | ---- | - | - | - | - |
| Атлетика         | 1988   | 2004     | 7      | 4     | 3    | 0 | 0 | 0 | 0 |
| Бокс             | 1988.  | 1988.    | 2      | 2     | 0    | 0 | 0 | 0 | 0 |
| Бициклизам       | 1992.  | 1996.    | 2      | 2     | 0    | 0 | 0 | 0 | 0 |
| Дизање тегова    | 1996.  | 2012.    | 2      | 2     | 0    | 0 | 0 | 0 | 0 |
| Мачевање         | 1988.  | 1988.    | 1      | 1     | 0    | 0 | 0 | 0 | 0 |
| Једрење          | 1992.  | 2016.    | 4      | 2     | 2    | 0 | 0 | 0 | 0 |
| Пливање          | 2000.  | 2016.    | 7      | 4     | 3    | 0 | 0 | 0 | 0 |
| Синхроно пливање | 1988.  | 1988.    | 2      | 0     | 2    | 0 | 0 | 0 | 0 |
| Теквондо         | 2016.  | 2016.    | 1      | 0     | 1    | 0 | 0 | 0 | 0 |
| Џудо             | 1988.  | 2016     | 4      | 4     | 0    | 0 | 0 | 0 | 0 |
| Укупно (9)       |        |          | 32     | 21    | 11   | 0 | 0 | 0 | 0 |

Разлика у горње две табеле од 6 учесника (4 мушкараца и 2 жене) настала је у овој табели јер је сваки спротиста без обриза колико је пута учествовао на играма и у колико разних спортова на истим играма рачунат само једном.

## Занимљивости
- Најмлађи учесник: Росхендра Фролајк, 15 година и 324 дана Сиднеј 2004. пливање
- Најстарији учесник: Остин Томас, 49 године и 183 дана Сеул 1988. мачевање
- Највише учешћа: 2 — 6 спортиста (4 мушкарца и 2 жене)
- Највише медаља:
- Прва медаља:
- Прво злато: -
- Најбољи пласман на ЛОИ:
- Најбољи пласман на ЗОИ: -